# Montxo Armendáriz

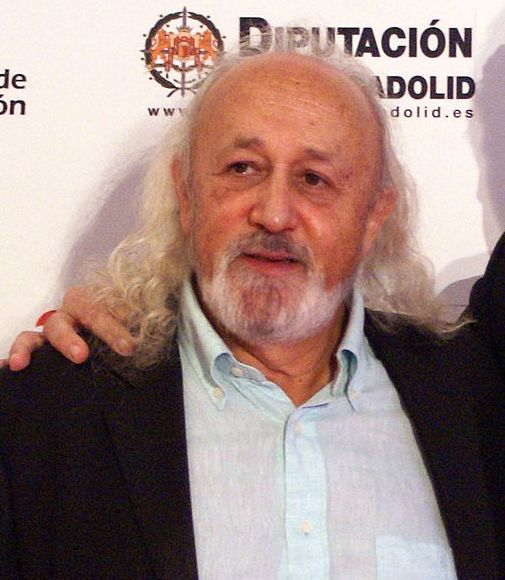
Montxo Armendáriz 2011

Montxo Armendáriz, eigentlich Juan Ramón Armendariz Barrios, (*  27. Januar 1949 in Olleta, Navarra) ist ein baskischer Filmregisseur und Drehbuchautor.

## Leben
Armendáriz wuchs als Sohne eines Schmieds zunächst im ländlichen baskischen Raum auf, bevor er 1955 im Alter von sechs Jahren mit seinen Eltern nach Pamplona zog. Dort besuchte er die Ècole Pies und ab 1958 das Collège des Salésiens. Nach Ende seines Wehrdienstes studierte er zunächst Elektrotechnik und war auch als Dozent in diesem Fach am Instituto Politecnico de Pamplona tätig. An der Filmarbeit interessiert, begann Armendáriz erste Kurzfilme zu drehen und engagierte sich in pro-baskischen Protesten. Er verfasste auch Protestlieder. Anfang 1975 wurde er infolge von Protesten gegen die Tötung des baskischen Aktivisten Salvador Puig Antich verhaftet und verbrachte einen Monat im Gefängnis. Der Prozess gegen ihn fand jedoch nicht statt, da er in der Folge von Francisco Francos Tod im Rahmen einer Amnestie begnadigt wurde.
Ab Ende der 1970er-Jahre widmete sich Armendáriz überwiegend dem Film, wobei er 1977 Mitglied der Gemeinschaft baskischer Filmemacher, Euskal Zinegille Elkartea, wurde. Über die 1979 von Freunden und Bekannten gegründete Kooperative Txantreako Lankideen finanzierte Armendáriz im selben Jahr seinen ersten Kurzspielfilm Barregarearen dantza, der auf dem Festival Internacional de Cine documental y cortometraje ZINEBI in Bilbao ausgezeichnet wurde. Weitere Kurzspielfilme wie Ikusmena (1980) – ebenfalls auf dem Festival ZINEBI ausgezeichnet – und Paisaje (1980) entstanden. Ab 1980 war Armendáriz parallel zu seiner Filmarbeit erneut als Lehrer für Elektrotechnik tätig, zunächst am Lycée Polytechnique de Rentería und im Schuljahr 1981/1982 am Lycée Polytechnique in Pamplona. Anschließend nahm er ein Urlaubsjahr, um sich dem Film ganz widmen zu können. Bereits 1981 hatte Armendáriz’ einen Dokumentarkurz- und einen -langfilm realisiert. Im Jahr 1984 folgte sein Langfilmregiedebüt Tasio über das Leben eines Köhlers im ländlichen Navarra. Tasio wurde auf dem Chicago International Film Festival für den Hauptpreis nominiert und gewann 1985 einen Fotogramas de Plata als bester spanischer Film.
Armendáriz’ zweiter Langspielfilm 27 Stunden kam 1986 in die Kinos und wurde auf zahlreichen Festivals gespielt und ausgezeichnet. Unter anderem gewann das Jugenddrama um den jungen drogenabhängigen Jon und seine Clique (u. a. Antonio Banderas in der Rolle des Rafa) die Silberne Muschel des Festival Internacional de Cine de San Sebastián. Der Film wurde außerdem für einen Goya in der Kategorie Bester Film nominiert. Auch der 1990 erschienene Film Briefe von Alou um eine senegalesische illegale Immigrantin in Spanien gewann zahlreiche Festivalpreise, darunter die Goldene Muschel des Festival Internacional de Cine de San Sebastián und einen Goya für das Beste Originaldrehbuch.
Mit Treffpunkt Kronen-Bar (1995) widmete sich Armendáriz schließlich einer literarischen Vorlage: Er verfilmte José Ángel Mañas’ Roman Die Kronen-Bar, eine Milieustudie über das Leben Madrider Jugendlicher. In Geheimnisse des Herzens reflektierte Armendáriz schließlich seine eigene Kindheit auf dem Land. Der Film wurde als spanischer Beitrag 1998 für einen Oscar in der Kategorie Bester fremdsprachiger Film nominiert.
Mit Oui Oria gründete Armendáriz 1999 sein eigenes Produktionsstudio, Oria Films, mit dem er seinen nächsten Spielfilm Silencio roto (2001) produzierte. Nach dem Dokumentarfilm Escenario móvil widmete sich Armendáriz mit Obaba erneut einer Literaturverfilmung, so beruht der Film auf der Kurzgeschichtensammlung Obabakoak oder das Gänsespiel von Bernardo Atxaga. In No tengas miedo stellte Armendáriz 2011 die Geschichte einer jungen Frau in den Vordergrund, die ihren Missbrauch im Kindesalter verarbeiten will. Als Gastregisseur war Armendáriz zudem 2013 am Film #Sequence beteiligt, an dem insgesamt 21 Regisseure mitwirkten. Neben Julio Medem gilt Armendáriz als einer wichtigsten baskischen Regisseure der Gegenwart.

## Filmografie
- 1979: Barregarearen dantza (Kurzfilm)
- 1980: Ikusmena (Kurzfilm)
- 1980: Paisaje (Kurzfilm)
- 1981: Ikuska 11 (Kurzdokumentarfilm)
- 1981: Carboneros de Navarra (Kurzdokumentarfilm)
- 1984: Tasio
- 1986: 27 Stunden (27 horas)
- 1990: Briefe von Alou (Las cartas de Alou)
- 1995: Treffpunkt Kronen-Bar (Historias del Kronen)
- 1997: Geheimnisse des Herzens (Secretos del corazón)
- 2001: Silencio roto
- 2004: Escenario móvil (Dokumentarfilm)
- 2005: Obaba
- 2011: No tengas miedo
- 2013: #Sequence (Kurzfilm)

## Auszeichnungen (Auswahl)
- 1987: Goyanominierung in der Kategorie Bester Film, Goya 1987, für 27 Stunden
- 1990: Goldene Muschel, Festival Internacional de Cine de San Sebastián, für Briefe von Alou
- 1991: Goyanominierung in den Kategorien Bester Film und Beste Regie, Goya 1991, für Briefe von Alou
- 1991: Goya in der Kategorie Bestes Originaldrehbuch, Goya 1991, für Briefe von Alou
- 1995: Nominierung Goldene Palme, Internationale Filmfestspiele von Cannes 1995, für Treffpunkt Kronen-Bar
- 1996: Goya in der Kategorie Bestes adaptiertes Drehbuch, Goya 1996, für Treffpunkt Kronen-Bar
- 1997: Nominierung Goldener Bär, Berlinale 1997, für Geheimnisse des Herzens
- 1998: Goyanominierung in den Kategorien Bester Film, Beste Regie und Bestes Originaldrehbuch, Goya 1998, für Geheimnisse des Herzens
- 2006: Goyanominierung in den Kategorien Bester Film, Beste Regie und Bestes adaptiertes Drehbuch, Goya 2006, für Obaba
- 2011: Nominierung Kristallglobus, Internationales Filmfestival Karlovy Vary, für No tengas miedo